# Teste de Coombs
O teste de Coombs é um método laboratorial que se utiliza da reação de anticorpos com os glóbulos vermelhos (hemácias) para determinar se há ou haverá rejeição do tecido sanguíneo pelo sistema imune do organismo testado.

## Teste direto de Coombs
A amostra de sangue que contém eritrócitos é lavada e centrifugada para que se restem apenas os possíveis anticorpos ligados aos eritrócitos e em seguida é feito um preparado com anti-globulina (conhecida como reagente de Coombs). Caso haja aglutinação das células, há o indicativo de que estavam fortemente ligadas à globulina. 
O teste direto é utilizado na investigação de doenças autoimunes, particularmente a anemia hemolítica. Porém, também pode ser utilizado após uma transfusão de emergência ou para situações idiopáticas, como lúpus.

## Teste indireto de Coombs
Para o teste indireto de Coombs utilizam-se eritrócitos de um banco de sangue conhecido contra plasma do paciente. Caso o plasma tenha anticorpos capazes de atacar os glóbulos vermelhos, o teste é dito positivo. A observação, assim como no teste direto, vem da aglutinação provocada ao se adicionar o reagente de Coombs.
O teste indireto tem sido utilizado como exame preventivo, com particular interesse na gravidez para se determinar se a mãe possui anticorpos com potencial de atacar as hemácias do feto.

## História
O teste de Coomb foi descrito pela primeira vez em 1945 pelos imunologistas de Cambridge Robin Coombs (que deu o nome ao teste), Arthur Mourant e Rob Race.